# SN 1945B
SN 1945B — звезда, вспыхнувшая сверхновой в галактике М83. Событие было зарегистрировано Уильямом Лиллером 13 июля 1945 года. Данный объект плохо изучен из-за большой удалённости. Сверхновая (так же, как и SN 1968L) никогда не была видна в радиодиапазоне. Она расположена в районе рукава галактики. Исследования показали, что вокруг остатка сверхновой нет признаков ударной волны (так называемого «светового эха»), что означает разреженную среду (несколько частиц на см3) данного района. Возможно, это обусловлено взрывами более ранних сверхновых, «расчистивших» межзвёздную среду. Фотометрия источников излучения в окрестностях SN 1945B показала, что на месте взрыва сверхновой было скопление звёзд массой около 720 масс Солнц, а масса самой звезды, сколлапсировавшей с последующим катастрофическим взрывом, составляла около нескольких десятков масс Солнца.
В галактике М83 были зарегистрированы, помимо данной сверхновой, ещё пять.